# T-44
 (juin 2016).
Si vous disposez d'ouvrages ou d'articles de référence ou si vous connaissez des sites web de qualité traitant du thème abordé ici, merci de compléter l'article en donnant les références utiles à sa vérifiabilité et en les liant à la section « Notes et références ».
Le T-44 est un char d’assaut soviétique apparu à la fin de Seconde Guerre mondiale. Même s'il arriva trop tard pour y combattre et qu’il fut supplanté très rapidement par son successeur, le T-54, il constitua, néanmoins un modèle de transition important pour l’industrie de blindés de ce pays.

## Présentation

### La genèse
À la fin de l'année 1943, alors que le T-34/85 n’était même pas encore mis en production, l'équipe de Morozov commença à travailler sur son remplaçant. Les travaux réalisés sur le T-34M et le T-34, servirent de base de départ au nouveau modèle appelé objet 136. Les essais de ce dernier au début de l’année avaient prouvé la supériorité des suspensions à barres de torsion sur le modèle Christie à ressort, on choisit donc d’en utiliser une.
Du T-34M, fut retenu surtout le montage transversal du moteur, cette nouvelle disposition permit de reculer la position de la tourelle sur le véhicule, celle-ci se retrouvant au centre. Le déplacement du centre de gravité permit alors de renforcer la protection sur l’avant du char sans pour autant sacrifier ses qualités de franchissement en tout terrain ; de plus la position centrale du canon permettait une meilleure stabilité, augmentant nettement la précision de tir. Le moteur restait un V12 diesel, mais un meilleur système d’injection augmentait la puissance à 520 ch. Le filtre à air avait été déplacé, ce qui permit d'abaisser la hauteur du compartiment moteur et la boîte était d’une nouvelle conception à cinq rapports avant.

Dans le but d’améliorer la protection, la trappe du pilote fut déplacée sur le toit de la caisse et le poste du radio avec sa mitrailleuse de glacis supprimé. Le blindage avant de la caisse passa à 90 mm et celui de la tourelle atteignit 120 mm.
L’armement des deux premiers prototypes était constitué par le canon D-5T de 85 mm, le troisième, lui emporta un D-25-44T de 122 mm, une variante du canon D-25T monté sur les chars IS-2 caractérisée par une munition avec la charge intégrée qui était censée augmenter la cadence de tir du canon. Les essais menés à partir de février 1944, révélèrent que l’usage d’une munition aussi lourde et longue dans cette tourelle étroite ne permettait pas de dépasser deux à trois coups par minute et à cela s’ajoutait un emport très insuffisant de 24 obus, la variante avec canon de 122 mm, fut donc assez rapidement abandonnée.
Au cours de l’été apparurent des modifications sur le troisième exemplaire armé d'un 85 mm, la suspension qui se caractérisait jusqu’alors par un espace entre la deuxième et la troisième roue de route, vit cet intervalle déplacé entre la première et la deuxième roue. Par ailleurs, l’écoutille du conducteur fut dorénavant complètement située sur le toit de la caisse et le canon ZIS S-53 fut adopté comme sur le T-34/85. À la fin de l’année, le char fut adopté par l’Armée rouge et mis en production de série à l’usine no 75 de Kharkov, nouvellement rouverte.

### En service
La production atteignit 965 exemplaires, fin 1945 et une variante avec un canon D-10T de 100 mm et des jupes blindée à 6 mm contre les armes à charge creuse fut proposée. Mais dès 1946, les prototypes du T-54 étant prêts, tout développement fut annulé, la production de masse dura jusqu’en 1947, pour un total de 1 823 exemplaires. Les T-44 furent modernisés une première fois en 1961, en uniformisant tous les éléments possibles avec son descendant, et en 1966 ils reçurent une stabilisation du canon. Les derniers exemplaires quittèrent le service actif à la fin des années 1970.

## Variantes
- T-44-122 prototype armée avec un D-25-44T de 122 mm.
- T-44-100 prototype armée avec un D-10T de 100 mm.
- T-44A production de série.
- T-44M modernisation de 1961, groupe propulseur du T-54, une nouvelle radio et des équipements de vision de nuit.
- T-44MK conversion en char de commandement en 1963.
- T-44S modernisation de 1966, ajout d'une stabilisation sur le canon.
- BTS-4A conversion en véhicule de dépannage.

## Dans la culture populaire
Le char est représenté dans différents jeux vidéo :
- War Thunder[1]
- World of Tanks[2]